# حارة البونية (صنعاء)
حارة البونية هي إحدى حارات حي بير العزب بمديرية التحرير إحد مديريات العاصمة اليمنية صنعاء، بلغ تعداد سكانها 3287 نسمة حسب تعداد اليمن لعام 2004.